# 矢澤一彦
矢澤 一彦（やざわ かずひこ、1928年 - ）は、日本の工学博士。電気通信大学名誉教授。専門は電子工学（電子デバイス、電子材料物性、エネルギー変換）。長野県出身。

## 来歴
- 1928年（昭和3年）長野県に生まれる。
- 1950年（昭和25年）大阪大学工学部電気工学科卒業。
- 1951年（昭和26年）大阪大学大学院特別研究生中退。
- 電気通信大学助教授を経て1970年（昭和45年）教授。
- 1982年（昭和57年）電気通信研究施設長。
- 1984年（昭和59年）水素エネルギー協会幹事。
- 1993年3月（平成5年） 電通大教授を定年退官。

## 著作
- 「メーザー入門　量子エレクトロニクス」1961年、オーム社 - レーザー分野に関する日本で最初の図書。1963年に増補版が刊行。

## 趣味
- 将棋（四段）
- 社交ダンス
- 音楽

## その他
- 英文速記（グレッグ式）の資格を持っている。卒業研究の際に英語論文の複写に使うために取得した。指導者は極東軍事裁判の速記担当者であった。
- ジェフリー・アーチャーが来日した際、矢澤の研究室を見学した。